# Alt-Temmen
Alt-Temmen (bis ca. 1775 Temmen, in der Literatur auch oft Alt Temmen) ist ein bewohnter Gemeindeteil der Gemeinde Temmen-Ringenwalde im Landkreis Uckermark in Brandenburg. Die neuzeitliche Siedlung war ein Gutsbezirk, der 1928 zusammen mit Neu-Temmen zur Gemeinde Temmen vereinigt wurde, die sich zum 1. Januar 2002 mit Ringenwalde zur Gemeinde Temmen-Ringenwalde zusammenschloss.

## Lage
Alt-Temmen liegt am Oberlauf der Ucker, knapp drei Kilometer Fließweg von deren Quelle entfernt, im Biosphärenreservat Schorfheide-Chorin. etwa 17 km östlich von Templin und gut 18 19 Kilometer westnordwestlich von Angermünde. Umliegende Siedlungen sind die zur Gemeinde Gerswalde gehörenden Gemeindeteile Böckenberg im Norden und Klein Fredenwalde und Willmine im Nordosten, dem zur Gemeinde Flieth-Stegelitz gehörenden Gemeindeteil Hessenhagen im Osten, dem zur Gemeinde Temmen-Ringenwalde gehörenden Gemeindeteil Neu-Temmen im Südosten sowie die zur Gemeinde Milmersdorf gehörenden Gemeindeteile Hohenwalde im Süden, Götschendorf im Westen und Groß Kölpin im Nordwesten.
Der Ort ist von mehreren Seen umgeben, unter anderem vom Mühlensee, Düstersee, Großen Krinertsee, Klaren See und Schmalen Temmensee, und liegt am südlichen Rand des Naturschutzgebietes Arnimswalde. Er liegt auf etwa 70 m ü. NHN.
Durch Alt-Temmen verläuft die Landesstraße 241 von Templin nach Flieth-Stegelitz. Eine kleine Straße zweigt hier nach Süden nach Neu-Temmen ab.

## Geschichte
Im Jahr 1375 wird der Ort als „Tempne“ erstmals im Landbuch Kaiser Karls IV. erwähnt.

„Tempne 20 mansi. Quilibet dat in pactum 7 solidos et non plus. Wernerus et Fredericus de Stegelitz habent omnes istos redditus liberos ad curiam sub cultura. Costenworde sunt 12, quelibet area dat 6 solidos et 6 denarios et 1 pullum. Taberna dat 6 solidos et 15 pullos. Prope villam iacet stagnum, super sunt 50 tractiones, que pertinent famulis predictis.“

zwei Absätze später folgt noch

„Nota, quod prope Tempne iacet 1 molendinum desolatum, quod dedit 3 choros annone. Item 1 molendinum iacet prope molendinum predictum et est desolatum, quod solebat dare 4 choros annone.“

Nach dieser Beschreibung umfasste die Feldmark 20 Hufen, die alle von den Knappen Werner und Friedrich von Stegelitz bewirtschaftet wurden. Jede Hufe gab sieben Schillinge an Pacht, an wen, ist allerdings nicht ausdrücklich gesagt. Weiter waren 12 Kossäten im Dorf ansässig, von denen jeder sechs Schillinge, sechs Pfennige und ein Huhn abliefern musste. Auch hier ist nicht gesagt an wen, jedoch vermutlich an die Besitzer der 20 Hufen Werner und Friedrich von Stegelitz. Der Krug gab sechs Schillinge und 15 Hühner. Im benachbarten See (sehr wahrscheinlich der Düstersee) waren 50 Garnzüge erlaubt, die ebenfalls Werner und Friedrich von Stegelitz zustanden. In der Nähe lag eine wüste Mühle, die jährlich drei Wispel Getreide abgeben musste. Nahe der ersten Mühle lag noch eine zweite Mühle, ebenfalls außer Betrieb, die sogar vier Wispel Getreide jährlich gab, als die Mühle noch in Betrieb war.
Temmen war also schon 1375 ein reines Gutsdorf. Dem Werner und Friedrich von Stegelitz gehörte auch (Groß-)Fredenwalde. Anscheinend gerieten die Knappen von Stegelitz bald darauf in Geldnot, denn 1385 mussten sie dem Kaland in Prenzlau einen Hof mit vier Hufen in Bertikow für 40 Mark Silber verpfänden. 1416 wird Temmen ausdrücklich als Pertinenz (Zubehör) zu Fredenwalde genannt; Besitzer von Fredenwalde war damals Liborius von Stegelitz. Im Laufe des 15. Jahrhunderts fiel Temmen wüst. 1473 und 1498 ist nur noch das Feld Temmen genannt.
1442 hatten die von Stegelitz halb Fredenwalde an die von Klüssow verkauft bzw. verkaufen müssen. 1473 musste Henning von Stegelitz auch die andere Hälfte von Fredenwalde und halb Temmen an Wilke und Hans von Greiffenberg veräußern.
Bis 1498 war von Fredenwalde und Temmen an die von Arnim gekommen, die in diesem Jahr einen Gesamtlehenbrief erhielten. Erster Besitzer von Fredenwalde aus der Familie von Arnim war Bernd II. von Arnim, der mit Catharina von Bredow aus dem Hause Rheinsberg oder Kremmen verheiratet war. Der Sohn Franz III. (* 1526, † zw. 1562 und 1570) dieses Paares war Erbherr auf Götschendorf, Gollmitz und Temmen. Er war in erster Ehe mit Anna von Kerberg und in zweiter Ehe mit Magdalena von der Gröben verheiratet. Möglicherweise wurde erst um/nach 1570 ein Vorwerk aufgebaut, denn 1570 wird letztmals in einem Gesamtlehenbrief das Feld Temmen genannt. Allerdings wiederholen derartige Gesamtlehenbriefe oft ältere, schon nicht mehr zutreffende Verhältnisse. Von einer Wiederbesiedlung der Feldmark Temmen ist trotzdem in der zweiten Hälfte des 16. Jahrhunderts auszugehen. Die Stammtafeln der Familie von Arnim nennen den zwischen 1562 und 1570 verstorbenen Franz III. von Arnim Erbherrn auf Götschendorf, Temmen und Gollmitz. Dieses neu aufgebaute Gut wurde zunächst wie die Vorgängersiedlung nur Temmen genannt. Erst mit dem Aufbau von Neu-Temmen bürgerte sich zur besseren Unterscheidung der Ortsname Alt-Temmen ein. (Alt-)Temmen war 1608 reines Gutsdorf. Außerdem der Gutsbesitzerfamilie wohnten hier nur noch drei Kossätenfamilien. In der Feldmark von (Alt-)Temmen ist wohl auch die Feldmark des im 14./15. Jahrhundert wüst gefallenen Dorfes Krinickow aufgegangen.

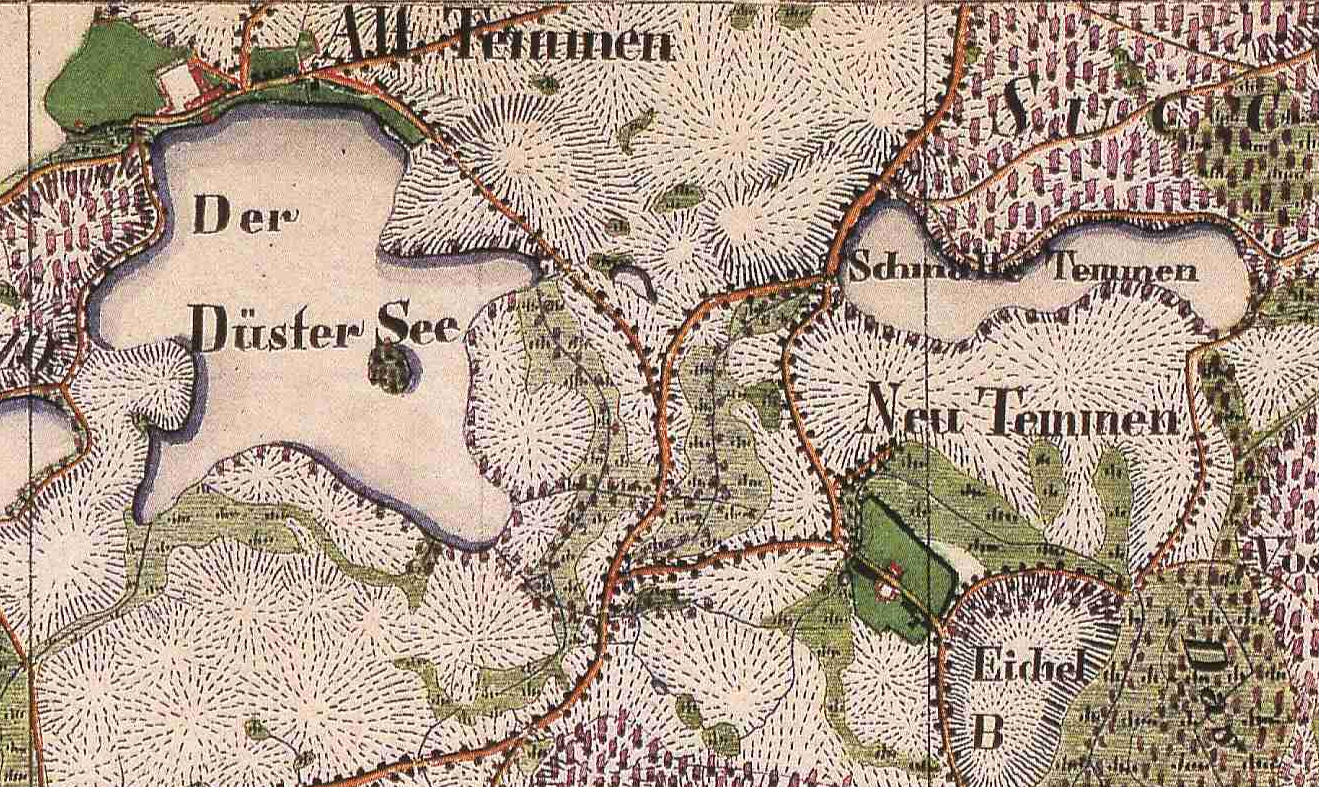
Alt-Temmen und Neu-Temmen auf dem Urmesstischblatt 2948 Friedrichswalde von 1826

Das neu aufgebaute Gut (Alt-)Temmen erbten die beiden Söhne Franz IV. (* um 1560 bis † vor 1609) und Georg V. von Arnim (um 1560 bis 1617) gemeinsam. Franz starb vor 1609 ohne Leibeserben und (Alt-)Temmen kam nun auf Georg allein, der das ältere Haus Temmen der von Arnim begründete. Georg hatte 1614 Elisabetha Magdalena von Arnim adH Zichow geheiratet; das Paar hatte den Sohn Claus IX. (1615–1687) und die Tochter Sabina Elisabeth, die mit Claus von Berg auf Cremzow verheiratet war. Georg V. ist schon 1617 gestorben. 1619 beschwerten sich die Witwe Elisabeth Magdalena und ihr Schwager Joachim, der Bruder ihres verstorbenen Mannes, über Moritz und Magnus von Arnim auf Fredenwalde, die sich an ihrem Krüger in Fredenwalde vergriffen hatten. Das Gut (Alt-)Temmen wurde von Lüder Lürssen verwaltet, der 1624 Saatgerste, Roggen und Malz kaufen und dafür bürgen musste. Er bekam 326 Taler dafür verschrieben. Claus von Arnim ging zunächst in kursächsische Kriegsdienste. 1646 verglich er sich mit Antonius von Arnim auf Götschendorf. Er trat ihm seine durch den Tod der Brüder und Vettern von Arnim auf Fredenwalde zugefallenen Rechte ab. Dafür verzichtete Antonius auf seine noch bestehenden Rechte an (Alt-)Temmen. Claus von Arnim konnte auch das Gut (Alt-)Temmen von aus der Verwaltung seiner Gläubiger zurück kaufen. Claus heiratete 1647 in Wittenberg Barbara Elisabeth von Leutzsch, die Tochter des zu diesem Zeitpunkt bereits verstorbenen Ritterrats und Pfänners Heinrich von Leutzsch zu Groß Salze (Ortsteil von Bad Salzelmen, Sachsen-Anhalt). Die Braut brachte 2.000 Taler Ehegeld mit in die Ehe. Dafür verschrieb ihr der Ehemann ein Leibgedinge von zusammen 3.000 Taler und weitere Vergünstigungen. 1652 erbte sie außerdem von ihrem Pflegevater Hans Christoph von Ebeleben 2.000 Taler.
1648 beschlossen Vettern von Arnim, Claus auf Temmen, Antonius auf Götschendorf und Curt auf Fredenwalde die Jagd in ihrer 5.000 Morgen großen Heide gemeinsam auszuüben. Doch 10 Jahre später war es mit dem Einvernehmen der drei Vettern vorbei. 1658 wollte Claus von Arnim den Erbkrug in Fredenwalde an den Templiner Bürger Ignatius Weger verkaufen. Die Vettern Antonius und Curt von Arnim erhoben dagegen Widerspruch und es kam zu einem Prozess vor dem Kammergericht, der sich bis 1664 hinzog. In Milmersdorf ließ er als Kirchenpatron ein neues Kirchenbuch anlegen und schenkte der dortigen Kirche 100 Taler. 1662 kaufte Claus von Arnim das in Konkurs gegangene Gut seines verstorbenen Schwagers Claus von Berg in Cremzow für 4.600 Taler. 1664 erhielt er den kurfürstlichen Konsens für diesen Kauf. Er besaß außerdem einen Bauernhof in Göritz, den er 1667 für 12 Jahre auf Wiederkauf an Sebastian Georg von Wedel veräußerte. Er war außerdem Besitzer des halben wüsten Dorfes Milmersdorf. Aus der Ehe des Claus von Arnim und der Barbara Elisabeth gingen vier Söhne und sechs Töchter hervor. 1681 überließ er seinem Sohn, dem Hauptmann zu Fuß Hans Christoph von Arnim das Gut Temmen für 4.000 Taler auf 12 Jahre. Der älteste Sohn Jürgen/Georg Heinrich war Leutnant in spanischen Diensten und starb noch vor seinem Vater ohne Leibeserben. Als Claus von Arnim am 7. Mai 1687 gestorben war, muteten seine drei überlebenden Söhne, der brandenburgische Hauptmann Hans Christoph, der Sergeant Bernhard Christian und der Korporal Carl Friedrich gemeinsam die Lehen ihres Vaters. Letztendlich wurde der Hauptmann Hans Christoph alleiniger Erbe des Rittergutes Temmen. Sein Bruder Bernhard Christian war unverheiratet als Fähnrich 1689 bei der Belagerung von Bonn gefallen. Der andere Bruder Carl Friedrich hatte es in der Armee noch bis zum Leutnant gebracht und starb im Januar 1699 ebenfalls unverheiratet.
Hans Christoph von Arnim hatte 1681 Beata Pia von der Lütcke, Tochter des Marcus von der Lütcke und der Florentina von Houwald geheiratet. 1684 verkaufte Hans Christoph von Arnim mit Einwilligung seiner Frau seinen Anteil an Milmersdorf mit dem Kirchlehen, dem Straßengericht und anderen Zubehör an seinen Schwager Bernd Gottfried von Arnim auf Milmersdorf um 500 Taler. 1688 nahm Hans Christoph und seine Frau ein Darlehen in Höhe von 1.000 Talern beim dänischen Kriegshauptmann Hans Friedrich von Falcke auf und mussten ihm dafür das Gut Temmen verpfänden. 1689 ist bereits eine Ziegelscheune genannt, außerdem noch eine wüste Ziegelscheune. Die Wassermühl war wüst, dafür gab es aber einen Teerofen. Hans Christoph nahm an den Türkenkriegen in Ungarn teil, auf denen ihn auch seine Frau begleitete. So wurde der jüngste Sohn Johann Maximilian Ludwig 1691 in Ofen (heute Budapest) geboren. Doch seine Geldsorgen nahmen weiter zu. 1689 musste er Temmen an den Notar Johann Adam Wennige auf Wiederkauf veräußern. 1692 starb Hans Christoph von Arnim während des Baus der Festung in Peterwardein (heute Petrovaradin, Serbien). Im November 1692 mutete der Vormund der drei unmündigen Söhne des Hans Christoph, Barthold Friedrich von Ramin für seine Mündel Carl Christoph, Friedrich Wilhelm und Johann Maximilian Ludwig die Lehen des verstorbenen Hans Christoph. Notar Johann Adam Wennige trat das Gut Temmen 1694 für 3.600 Taler an die Witwe Barbara Pia von Arnim geb. von Lütke ab, die Ansprüche aus dem Gut geltend gemacht hatte. 1698 veräußerte sie Gut Temmen aber für 6.500 Taler wiederkäuflich auf 20 Jahre an Johann Stephan von Barfuß. Er war mit Eleonora Sybilla von Kupffer verheiratet. 1698 verstarb Friedrich Wilhelm von Arnim und sein Vormund Barthold Friedrich von Ramin mutete nun die Lehen für die zwei überlebenden Söhne des Hans Christoph. Und 1699 mutete er erneut im Namen seiner Mündel die Lehen, als der kurbrandenburgische Leutnant und der Onkel der zwei Mündel Carl Friedrich von Arnim gestorben war. 1704 verkaufte Barthold Friedrich von Ramin als Vormund der unmündigen Söhne des Hans Christoph das halbe wüste Bauerndorf Milmersdorf für 1.600 Taler an Berndt Gottfried von Arnim auf Götschendorf. Am 30. September 1709 konnte Berndt Gottfried von Arnim von Götschendorf das 1698 auf Wiederkauf veräußerte Gut Temmen von Johann Stephan von Barfuß gegen Zahlung von 7.500 Talern wieder einlösen. Noch vor 1709 hatte Johann Stefan von Barfuß am Neuen Gutshaus zahlreiche Änderungen vornehmen lassen. 1712 kaufte er den Söhnen des Hans Christoph, Carl Christoph und Johann Maximilian Ludwig von Arnim, die beide in schwedische Kriegsdienste getreten waren und unverheiratet blieben, für 400 Taler ihr Lehensrecht ab. Damit war Temmen auf die Götschendorfer Linie der von Arnims übergegangen.
Berndt Gottfried von Arnim (1639–1713) war jung in die preußische Armee eingetreten und brachte es dort bis zum Kornett. Er war Erbherr auf Götschendorf, (Alt-)Temmen, Milmersdorf und einem Anteil von Groß Sperrenwalde. Zu einem nicht genau bekannten Zeitpunkt kaufte er für 5.000 Taler das Gut Bernsdorf (am Petznicksee) (später wüst gefallen). Leider ist hier kein Vorbesitzer genannt. Berndt Gottfried war mit Magdalena Agnes von Arnim, der älteren Schwester des Hans Christoph aus dem Hause Temmen verheiratet. Mit ihr hatte er sechs Söhne und sieben Töchter. Zwei Söhne und zwei Töchter starben früh, und zwei erwachsene Töchter starben noch vor ihrem Vater. Berndt Gottfried von Arnim starb am 17. März 1713 und wurde im Erbbegräbnis in Milmersdorf beigesetzt.
Bei der Erbteilung 1713 per Losentscheid unter seinen vier Söhnen fiel Milmersdorf an den ältesten Sohn, den Hauptmann Carl Gottfried Friedrich (1671–1730). Der zweitälteste Sohn und Hauptmann Berndt Ludwig (1681–1748) erhielt Götschendorf, Neu Hohenwalde und Bernsdorf. Der dritte Sohn Gustav Anton (1683–1738) den Anteil an Groß Sperrenwalde. Er konnte später Kraatz hinzu erwerben und begründete das Haus Kraatz der von Arnim. Der jüngste Sohn Franz Rudolph (1686–1738) erhielt das Gut (Alt-)Temmen. 1734 wird die Sozialstruktur der Dorfbevölkerung wie folgt beschrieben: neun Häuslinge, ein Leinenweber, ein Schneider, ein Zimmermann, ein Schäfer, ein Hirte, neun Knechte und fünf Mägde.
Franz Rudolph von Arnim auf Temmen war mit Dorothea Ilsabe von Glöden verheiratet, mit der er zwei Töchter und drei Söhne hatte. Der älteste Sohn starb bald nach der Geburt, die beiden anderen Söhne des Franz Rudolph starben 1740 im Ersten Schlesischen Krieg bzw. 1757 im Siebenjährigen Krieg. (Alt-)Temmen fiel daraufhin an Friedrich Erdmann (1720–1790), den Sohn des Carl Gottfried Friedrich auf Milmersdorf. 1740 hatte Alexander von Arnim auf Fredenwalde das Vorwerk Neu-Temmen gegründet; bald danach setzte sich für das Gut Temmen die Bezeichnung Alt-Temmen durch. 1745 war der zum Vorwerk gehörende Teerofen schon eingegangen.
Friedrich Erdmann heiratete 1746 Abigail Tugendreich von Arnim (1724–1771), eine Tochter des Bernd Ludwig (1681–1748) von Götschendorf. Das Paar hatte fünf Kinder, Bernd Friedrich (1747–1814), Carl Friedrich (1748–1749), Georg Sigismund (1751–1795), August Abraham (1753–1809) und Nicolaus Erdmann (1761–1811). Friedrich Erdmann auf Alt-Temmen ging 1773 in Konkurs. Später kaufte er sich das Gut Stennewitz im Kreis Landsberg (Warthe) (heute Stanowice, gm. Bogdaniec, Woiwodschaft Lebus, Polen). Nach dem Tod seines Bruders Joachim Rudolf wurde er Besitzer von Milmersdorf. Am 29. September 1790 ist er in Milmersdorf gestorben.
Aus der Konkursmasse des Friedrich Erdmann von 1773 kauften die Brüder Bernd Jacob (1719–1797) und Abraham Christoph gemeinsam das Gut Alt-Temmen mit Alt-Hohenwalde für 22.000 Taler. 1775 kamen sie überein, dass Bernd Jacob Alt-Hohenwalde für 6000 Taler übernahm, Abraham Christoph das Gut Alt-Temmen für 15.000 Taler. Im Jahr 1775 wurden in Temmen unter den 87 Einwohnern 24 Büdner oder Einlieger gezählt. Die Einwohner verteilten sich auf 17 Feuerstellen, davon 14 in Familienhäusern (Doppel- oder Mehrfamilienhäuser). Es gab eine Schäferei, und die Wassermühle war wieder aufgebaut. 1790 gab es noch 14 Feuerstellen in Alt-Temmen. Unter den Einwohnern waren neben der Gutsbesitzerfamilie, drei Büdner, 8 Einlieger, ein Müller und ein Schmied.
Abraham Christoph (* 31. Mai 1731 oder 1732, † 7. April 1799 in Götschendorf) war in erster Ehe mit Bernhardina Dorothea Wilhelmina von der Osten adH Wartin verheiratet, in zweiter Ehe mit Alexandrine Amalie Charlotte von Holtzendorff adH Vietmannsdorf. Die einzige Tochter aus der ersten Ehe starb als Kleinkind. Mit seiner zweiten Frau Alexandrine hatte Abraham Christoph vier Söhne und vier Töchter. Ein Sohn und eine Tochter starben im Kleinkindalter. Erbe von Alt-Temmen wurde der älteste Sohn Ludwig Bernhard. Der zweitjüngste Bruder Carl Abraham (1792–1809) fiel als Freiwilliger im Schillschen Freicorps am 2. Juni 1809 beim Sturm auf Stralsund. Der jüngste Bruder Friedrich Wilhelm XI (1795–1813) fiel als Königlich-Preußischer Leutnant am 2. Mai 1813 in der Schlacht bei Großgörschen. Für 1801 nennt Friedrich Wilhelm August Bratring neben der Gutsbesitzerfamilie zwei Büdner, elf Einlieger, ein Fischer, eine Schmied, ein Wassermüller und ein Förster für 970 Morgen Holz.

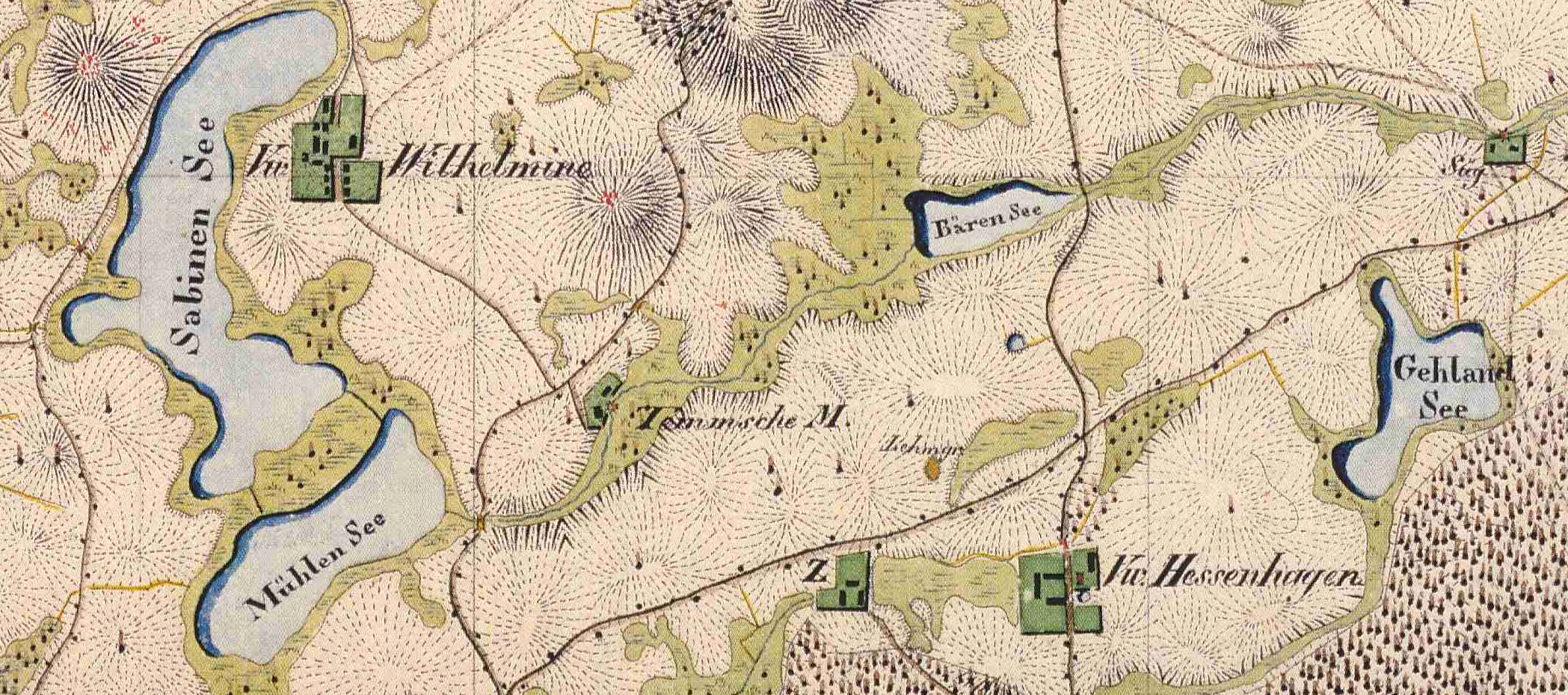
Willmine mit Temmener Mühle und der Temmener Ziegelei auf dem Urmesstischblatt 2848 Gerswalde von 1826

Ludwig Bernhard von Arnim (* 8. Februar 1784, 30. Oktober 1855) war ebenfalls in die Preußische Armee eingetreten und brachte es bis zum Rittmeister. Am 19. April 1812 heiratete er in Taschenberg Dorothea Henriette Wilhelmine Friederike von Stülpnagel. Seine Frau starb bei der Geburt der Tochter Wilhelmine Friederike Henriette Dorothea Luise am 16. August 1817 in Alt-Temmen. Seine zweite Frau, die Schwester der ersten Frau, Emilie Charlotte Louise von Stülpnagel starb nach nur 10-monatiger Ehe am 28. März 1819. Ludwig Bernhard ging am 3. April 1820 noch eine dritte Ehe mit Luise von Arnim adH Suckow ein, mit der er sechs Söhne hatte; ein Sohn starb als Kleinkind, Hans Wilhelm Eduard (1821–1842) als junger Mann mit 21 Jahren. 1817 hatte das Vorwerk Alt-Temmen 123 Einwohner; als Besitzer ist der von Arnim daselbst angegeben. 1837 ist Alt-Temmen als Dorf und Vorwerk bezeichnet. Alt-Temmen hatte 1840 16 Wohnhäuser und 142 Einwohner.
Ludwig Bernhard von Arnim war Besitzer von Götschendorf, Alt-Temmen, Hohenwalde, (Groß) Fredenwalde und Albertinenhof. Nach dem Tod des Ludwig Bernhard 1855 übernahm zunächst sein Sohn Friedrich Wilhelm Georg Ferdinand (1832–1876) Alt-Temmen. Er war von seinem Vater als Erbe von Groß Fredenwalde vorgesehen, um dessen Besitz allerdings noch ein Lehnsprozess geführt wurde. Daher erhielt er zunächst das Gut Alt-Temmen. 1857 gelangte er tatsächlich in den Besitz von Groß Fredenwalde und Albertinenhof. Er übergab Alt-Temmen nun an seinen jüngsten Bruder August Wilhelm Christoph (1835–1887), der unverheiratet blieb. 1858 erhielt August von Arnim die Konzession zur Errichtung einer Ziegelei auf dem Gutsterritorium.
1860 bildete Alt-Temmen einen eigenen Gutsbezirk mit einer Ziegelei, einer Wasser-Getreide- und Ölmühle und einer Bockwindmühle. Der Ort hatte 160 Einwohner, die in 17 Wohngebäuden lebten. Außerdem gab es 31 gewerbliche Gebäude im Ort. Auf dem Gutshof wurden 23 Pferde, 48 Stück Rindvieh und 801 Schafe gehalten. 1861 wohnten ein Leinenwebermeister mit einem Gehilfen im Ort, der auf zwei Stühlen webte. Außerdem lebten in Alt-Temmen ein Fischermeister und ein Schmiedemeister. Der Müller in der Temmener Mühle hatte einen Gehilfen.
Widersprüchlich sind die Angaben in Riehl & Scheu von 1861. Sie geben nur 12 Wohnhäuser an. Unter den 122 Einwohnern nennen sie auch 5 Baptisten. Es gab eine Schule im Ort, und auf dem Gut gab es eine Branntweinbrennerei.
1871 lebten in 16 Wohngebäuden, 30 Familien mit insgesamt 154 Personen. 1874 war das Gut an einen Amtmann Harder verpachtet. 1879 war Alt-Temmen dann an Henry Baudouin verpachtet, dem Besitzer des Rittergutes Neu-Temmen. Zum Rittergut Alt-Temmen gehörte auch eine Ziegelei. Die Gesamtgröße wird mit 860,23 ha angegeben, davon 436,32 ha Acker, 76,76 ha Wiesen, 33,79 ha Hutung (Weiden), 149,44 ha Wald und 163,92 ha Wasser. Der Grundsteuerreinertrag betrug 6278 Mark.
Nach den Angaben des Handbuch(s) des Grundbesitzes im Deutschen Reiche von 1885 hatte Alt-Temmen eine Gesamtgröße von 878 ha, davon 445 ha Acker, 78 ha Wiesen, 34 ha Weiden, 153 ha Wald, 1 ha Ödland und 167 ha Wasser. Der Grundsteuerreinertrag war auf 6282 Mark angesetzt. Pächter des Gutes war nun ein Mann namens Fink. Zum Gut gehörte auch eine Ziegelei.
Nach dem Tod des August von Arnim im Jahre 1887, der wohl hauptsächlich bei seinem Bruder in Rottnow lebte und dort auch starb, fiel Alt-Temmen an seinen Neffen Bernd Friedrich Hermann Nicolaus von Arnim (1858–1930), den Sohn des Friedrich Wilhelm Georg Ferdinand von Arnim (1832–1876) und der Auguste Adelheid Johanna von Arnim adH Milmersdorf auf Groß Fredenwalde und Albertinenhof. Auch Bernd von Arnim blieb unverheiratet. 1900 standen 15 Wohnhäuser in Alt-Temmen.
1903 hieß der Pächter Lüdke. Ansonsten lauten die Angaben wie 1885. 1910 hatte erneut der Pächter gewechselt, er hieß nun Walter Ramin.
Nach Niekammer's Güter-Adreßbuch für die Provinz Brandenburg von 1914 hatte das Gut eine Gesamtgröße von 876 ha, davon waren 463 ha Acker, 77 ha Wiesen, 34,4 ha Weiden, 126 ha Wald, 7,4 ha Unlad, Hofgelände und Wege und 167 ha Wasser. Auf dem Hof standen 59 Pferde, 127 Stück Rindvieh, davon 85 Kühe, 688 Schafe und 264 Schweine. Der Grundsteuerreinertrag war auf 6213 Mark angesetzt. Besitzer von Alt-Temmen war Bernd von Arnim in Berlin, der es an Walter Ramin verpachtet hatte.
Das Handbuch des Grundbesitzes im Deutschen Reich von 1921 gibt dagegen eine Gesamtgröße von 1040 ha an, davon 422 ha Acker, 53 ha Wiesen, 33 ha Hutung (Weiden), 330 ha Wald, 23 ha Unland und 168 ha Wasser. 43 Pferde, 6 Zuchtstuten, ein Zuchthengst, 65 Stück Rindvieh, 29 Milchkühe ein Zuchtbulle, 123 Schweine, 32 Zuchtsauen, 600 Schafe, davon 300 Mutterschafe.
Deutlich andere Zahlen nennt Niekammer's Landwirtschaftliches Güter-Adressbuch der Provinz Brandenburg von 1923: Gesamtgröße 876 ha, davon 463 ha Acker, 77 ha Wiesen, 34 ha Hutung (Weiden), 126 ha Wald, 174 ha Unland, Hofgelände, Wege und Wasser. 59 Pferde, 127 Stück Rindvieh, davon 85 Kühe, 688 Schafe und 264 Schweine.
Nach der Arnim'schen Familienchronik soll Bernd von Arnim das Gut Alt-Temmen kurz vor seinem Tod 1930 an Volkmar von Arnim adH. Nechlin verkauft haben. Dagegen nennt Niekammer's Landwirtschaftliches Adreßbuch der Rittergüter, Güter und Höfe der Provinz Brandenburg bereits für 1929 einen Karl Gelpcke als Besitzer. Administrator war nach diesen Angaben ein Rittmeister a. D. von Jena. Nach der Website „Märkische Landsitze“ war Karl Gelpcke Bankdirektor und von 1932 bis 1935 Präsident der Berliner Industrie- und Handelskammer. Ihm folgte bis 1939 Rudolf Leonhardts aus Vohwinkel, Kr. Mettmann nach, der 1939 als Kirchenpatron genannt ist.
| Jahr      | 1734 | 1774 | 1790 | 1801 | 1817 | 1840 | 1858 | 1871 | 1895 | 1925 |
| Einwohner | 92   | 87   | 109  | 123  | 123  | 142  | 160  | 155  | 116  | 150  |

## Kommunale Zugehörigkeit
Alt-Temmen war keine Gemeinde, sondern Rittersitz, aus dem im 19. Jahrhundert der Gutsbezirk Alt-Temmen gebildet wurde. Bei der Schaffung der Amtsbezirke 1874 in der Provinz Brandenburg wurde der Gutsbezirk Alt-Temmen mit der Temmener Mühle dem Amtsbezirk 8 Ringenwalde des Kreises Templin zugewiesen. Zum Amtsvorsteher wurde der Amtmann Vieweg auf Ringenwalde, zu seinem Stellvertreter der Rittergutsbesitzer Baudouin auf Neu-Temmen gewählt.
Die Zusammenlegung der Orte Alt- und Neu-Temmen zur Gemeinde Temmen erfolgte 1928. In jenem Jahr zählte man 191 Einwohner. Am 1. Juli 1969 wurde Poratz nach Temmen eingemeindet. 1992 schloss sich Temmen mit anderen Gemeinden zum Amt Gerswalde zusammen, das die Verwaltungsaufgaben der beteiligten Gemeinden wahrnahm. Zum 31. Dezember 2001 schloss sich Temmen mit Ringenwalde zur Gemeinde Temmen-Ringenwalde zusammen. Seither ist Alt-Temmen ein Gemeindeteil von Temmen-Ringenwalde. Die Verwaltungsgeschäfte der Gemeinde Temmen-Ringenwalde besorgt weiterhin das Amt Gerswalde.
In der Frühen Neuzeit gehörte Alt-Temmen zum Uckermärkischen Kreis der Mark Brandenburg. Mit der Kreisreform von 1816 kam Alt-Temmen zum Kreis Templin der Provinz Brandenburg. In der Kreisreform von 1952 in der DDR verblieb Alt-Temmen im allerdings stark verkleinerten Kreis Templin im Bezirk Neubrandenburg. Der Kreis Templin ging in der Kreisreform von 1992 im Land Brandenburg im neugebildeten Landkreis Uckermark auf.

## Kirchliche Geschichte
Alt-Temmen hat keine Kirche. Die kirchengemeinde war 1766 und 1818 nach Milmersdorf eingekircht, bis 1847 in Ringenwalde. Seit 1847 gehört die Kirchengemeinde zu Friedrichswalde 1849 wurden viermal jährlich Gottesdienste im Gutshaus abgehalten. Der Amtmann Harder schenkte der Kirchengemeinde zu Alt-Temmen 1874 eine kleine Glocke für Kirche und Schule. 1874 bis 1950 gehörte die Kirchengemeinde wieder zu Ringenwalde. Die evangelische Kirchengemeinde Temmen/Neu-Temmen gehört heute zum im Pfarrsprengel Friedrichswalde im Evangelischen Kirchenkreis Oberes Havelland.

## Sehenswürdigkeiten
Kein Baudenkmal, aber durchaus sehenswert ist das Gutshaus mit der noch gut erkennbaren Gutsanlage. Das Gutshaus wurde schon vor 1709 erbaut. Damals wurde es als neues Gutshaus bezeichnet.